# あさひかわ新聞
あさひかわ新聞（あさひかわしんぶん）は、北海道旭川市をエリアとして発行する地方新聞。発行元は株式会社北のまち新聞社（きたのまちしんぶんしゃ）。日本新聞協会非加盟。
1992年（平成4年）11月、旭川市内で発行していた『日刊旭川新聞』（日刊旭川新聞社）が廃刊。翌1993年（平成5年）6月、同紙の記者ら有志が集まり「北のまち新聞社」を設立、あさひかわ新聞を発行した。
タブロイド判、通常16ページ。毎週火曜日の週1回発行。旭川市内及び近郊町の市政や経済、スポーツなどの情報を掲載。道新総合印刷旭川工場で印刷し、北海道新聞販売店の宅配ルートを使っている。公称15,000部。購読料は1か月1,260円、1部350円。